# Egon Josef Kossuth
Egon Josef Kossuth (15. srpna 1874 Opava – 9. ledna 1949 Hartford) byl slezský malíř, portrétista a grafik.

## Život
Narodil se v Opavě v rodině profesora učitelského vzdělávacího ústavu Valentina Kossutha a jeho ženy Kamily rozené Roschtové. Zprvu vychodil základní školu a čtyři třídy gymnázia v rodné Opavě. Za dalším vzděláním se vydal do Prahy, kde studoval 3 roky všeobecnou školu na Umělecko průmyslové škole a následně studoval ve školním roce 1896/1897 na malířské akademii u prof. F. Ženíška. Další čtyři roky strávil v Mnichově na malířské akademii, kde se školil u profesorů Gabriela von Hackla a Franze von Stucka.
Po odchodu z Mnichova absolvoval několik studijních cest po Itálii, Francii, Anglii, Španělsku a Švédsku, kde pobýval 3 roky a namaloval zde množství portrétů tamější šlechty. V roce 1901 žil v německém Wiesbadenu, kolem roku 1911 pobýval v Praze a od roku 1914 žil a pracoval v Berlíně, kde krom jiného portrétoval německého císaře Viléma II. a presidenta Friedricha Eberta.
Roku 1947 Egon Kossuth odjel do USA a zde v lednu roku 1949 zemřel. (https://www.narodnikronika.cz/listovat-kronikou/vzpominky-na-jeden-usek-meho-mladi, Na Silvestra 1946 se přišel rozloučit a popřát nám k novému roku 1947. Mně předal i písemné přání na fotografii obrazu, který maloval. Začátkem roku 47, přijelo několik velkých stěhovacích vozů, do kterých byla naložena všechna vzácná plátna a profesor Kossuth nadobro odjel.)
Egon Josef Kossuth vytvořil kromě mnoha portrétů významných osobností z Německa, Rakouska a mnoha dalších evropských zemí, několik obrazů s duchovní tematikou, jako například obraz Duchovní manželství svaté Kateřiny, který je umístěn na hlavním oltáři v Kostele svaté Kateřiny v Klímkovicích, Kázání lesní zvěři sv. Františka z Assisi a portrét papeže Pia XII. (ještě jako kardinál Eugenius Pacelli), který si jako jediný obraz vzal s sebou do USA. V roce 1901 uspořádal soubornou výstavu ve Wiesbadenu a během svého pražského pobytu vystavoval v roce 1907 a 1911 v Krasoumné jednotě. Během 1. světové války maloval v Praze ve vlastním atelieru v Nosticově paláci podobizny.

## Galerie

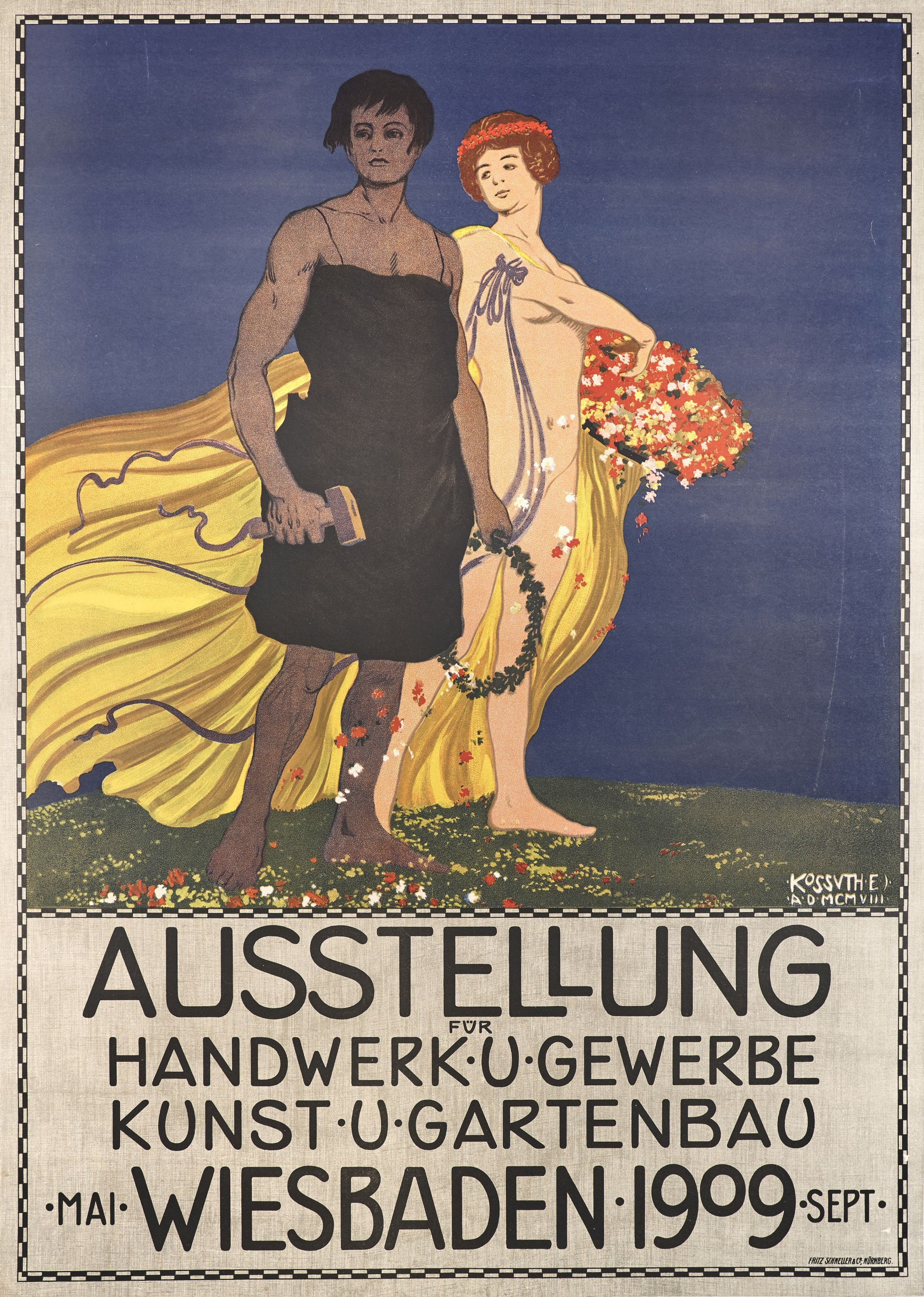
Výstava řemesel, obchodu, umění a zahradnictví, Wiesbaden (1909), litografie
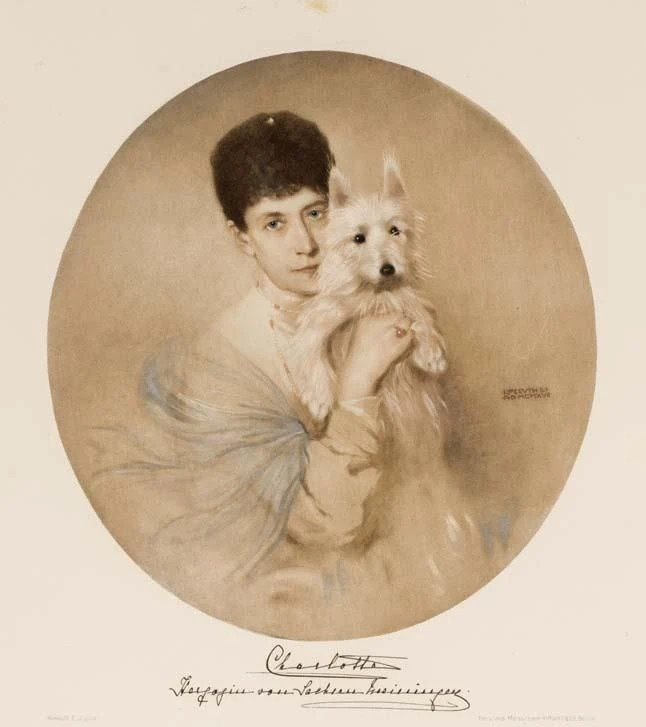
Portrét Charlotty, vévodkyně Saska–Meiningenu (cca 1914–1918)
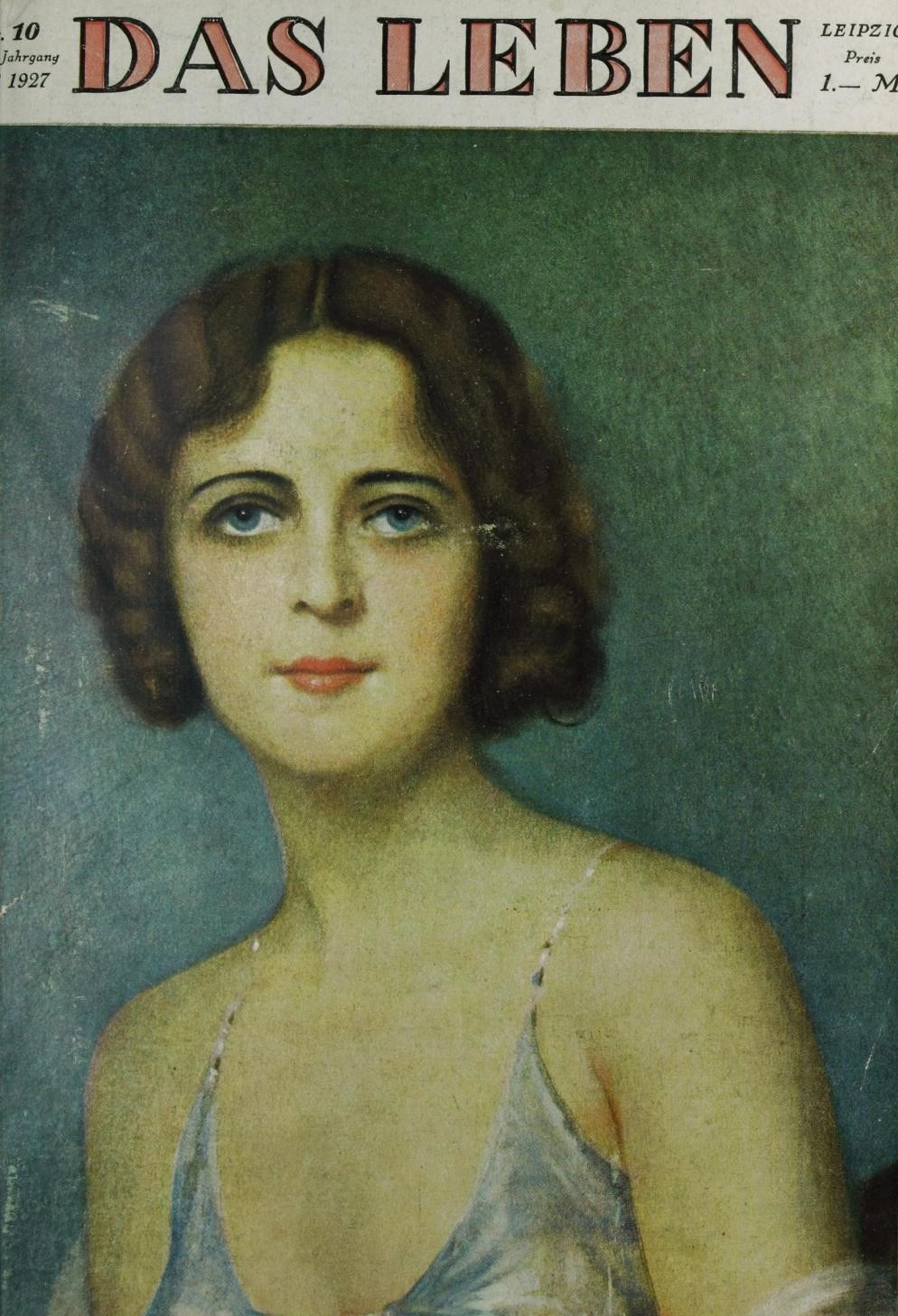
Portrét ženy pro časopis „Das Leben“ (duben 1927)
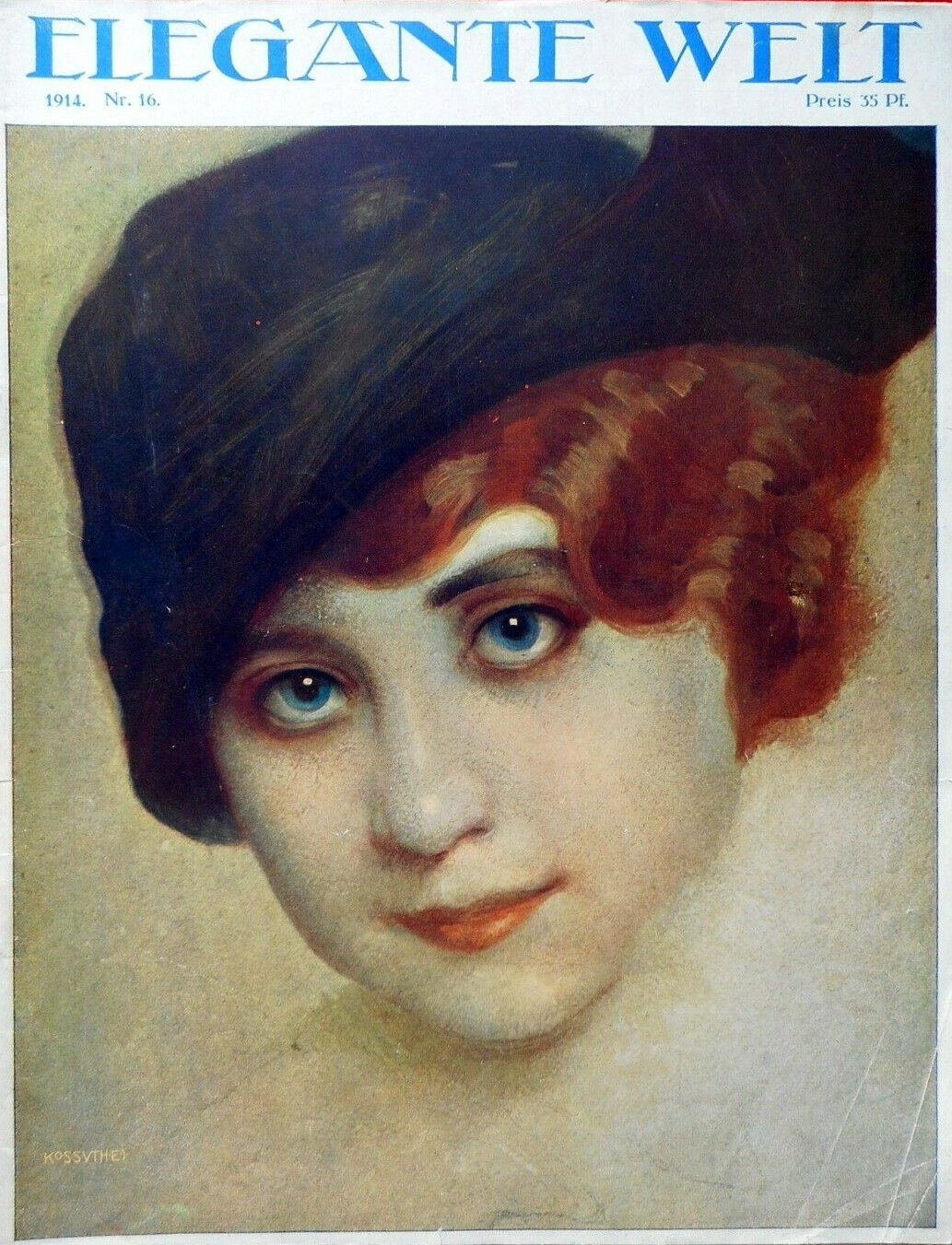
Portrét ženy pro titulní stranu časopisu Elegante Welt, No. 16. (1914)
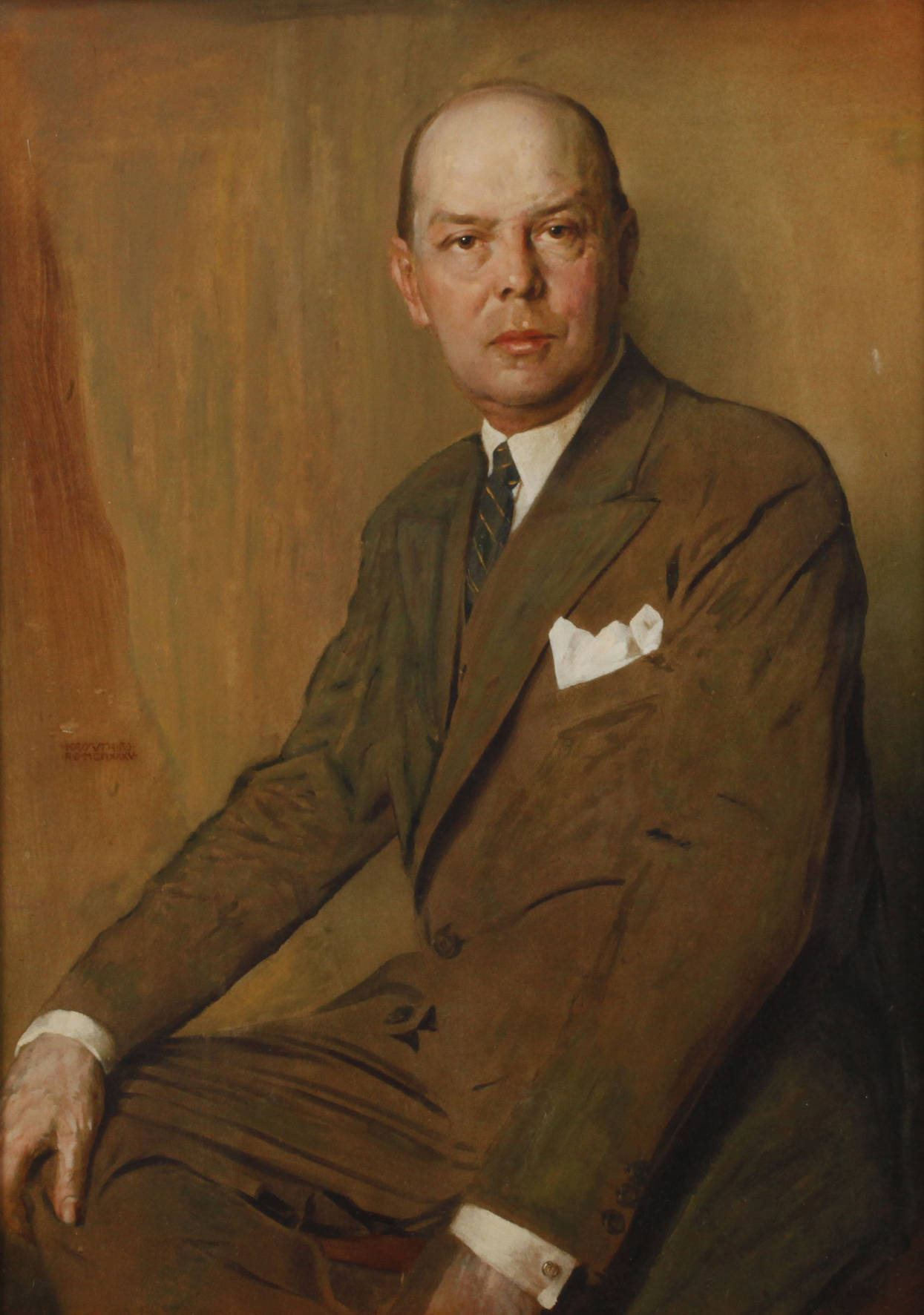
Portrét gentlemana, olej na desce (1935)
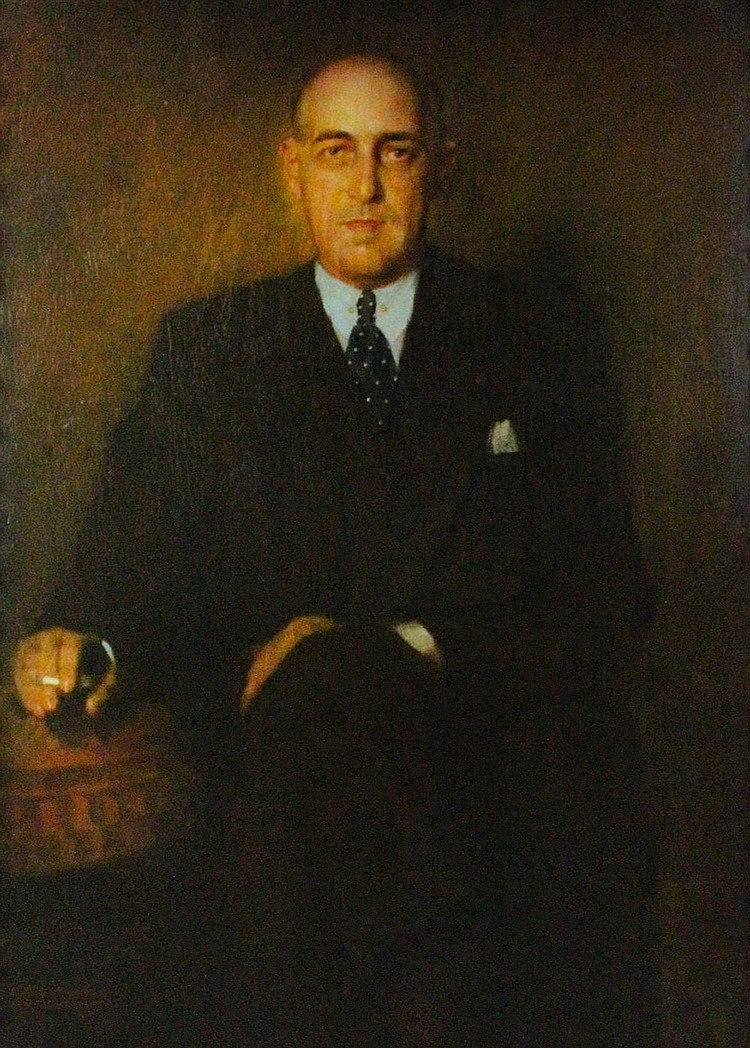
Portrét Laurence A. Steinhardta, olej na desce (1947)
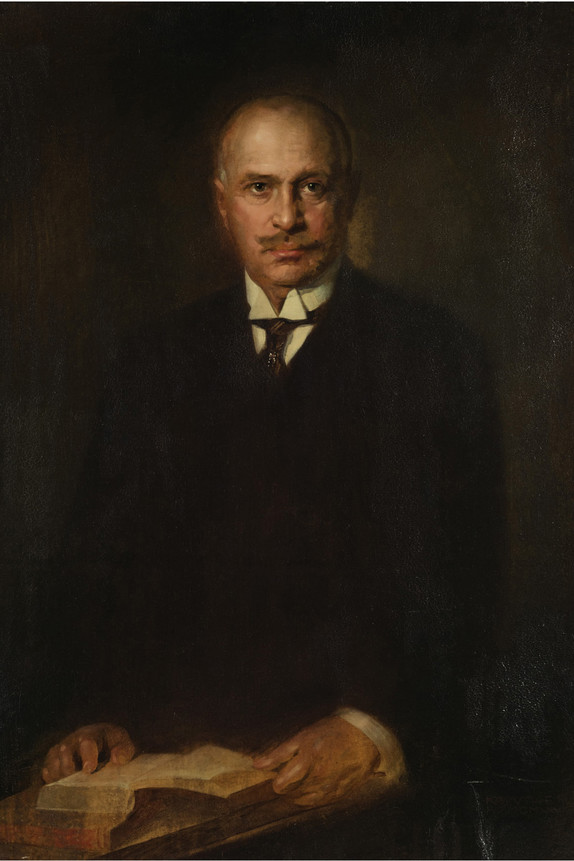
Portrét Maxe von Oppenheima, olej na plátně (1927)
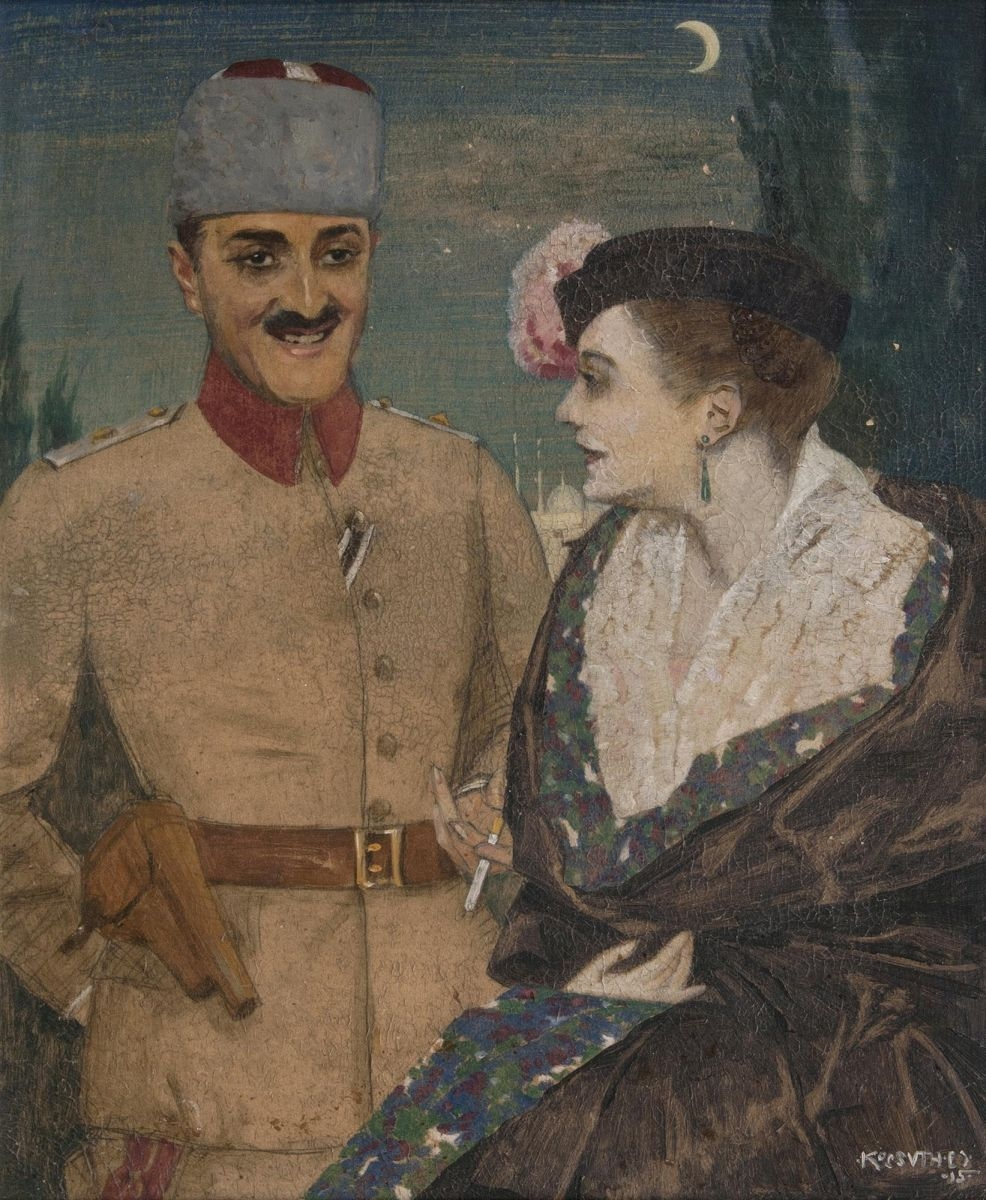
Osmanský důstojník s elegantní společnicí (1915)
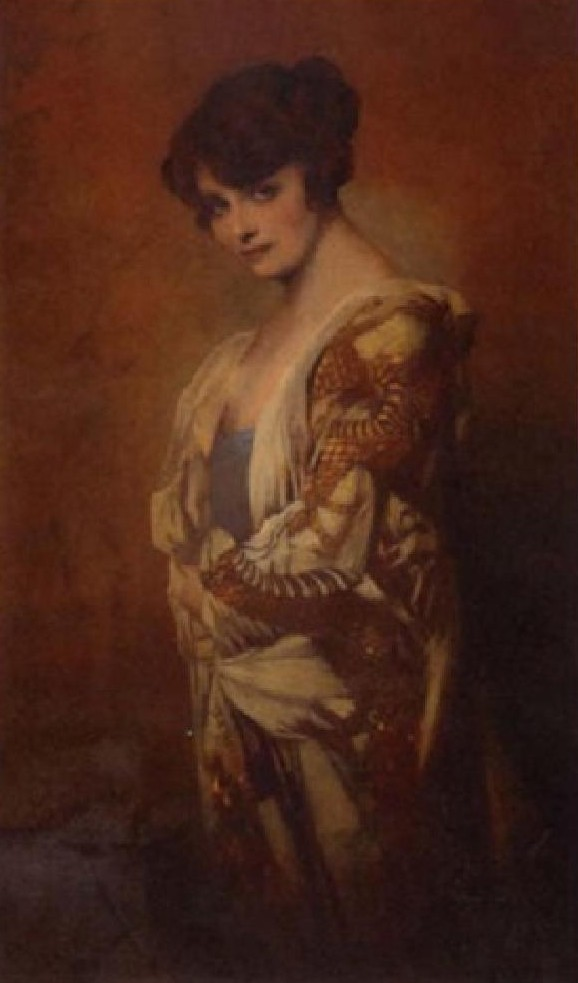
Portrét dámy v dračím kimonu (1922)